# Rouille

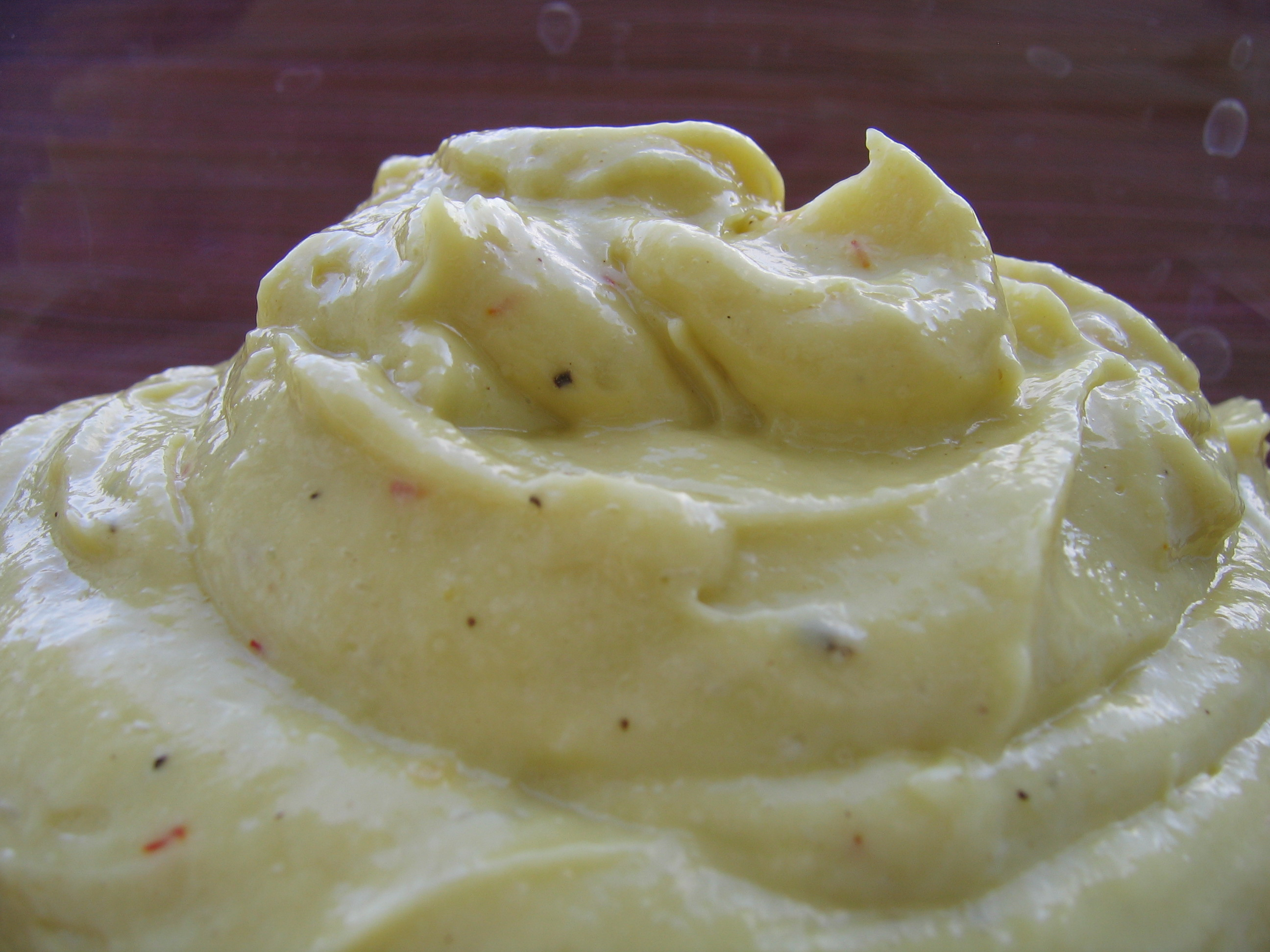
Rouille.

La rouille (en español, ‘herrumbre’) es una salsa de la cocina provenzal (Francia), derivada de la mayonesa. Contiene básicamente aceite de oliva, miga de pan o patata, ajo, pimentón y a veces azafrán. El pimentón y el azafrán le confieren un color similar a la herrumbre, de ahí su nombre en francés. Se denomina a veces mahonesa provenzal. La rouille se sirve con la bullabesa (sopa de pescado), y acompaña platos de pescado, de mariscos y de pulpo.   